# Blüherpark

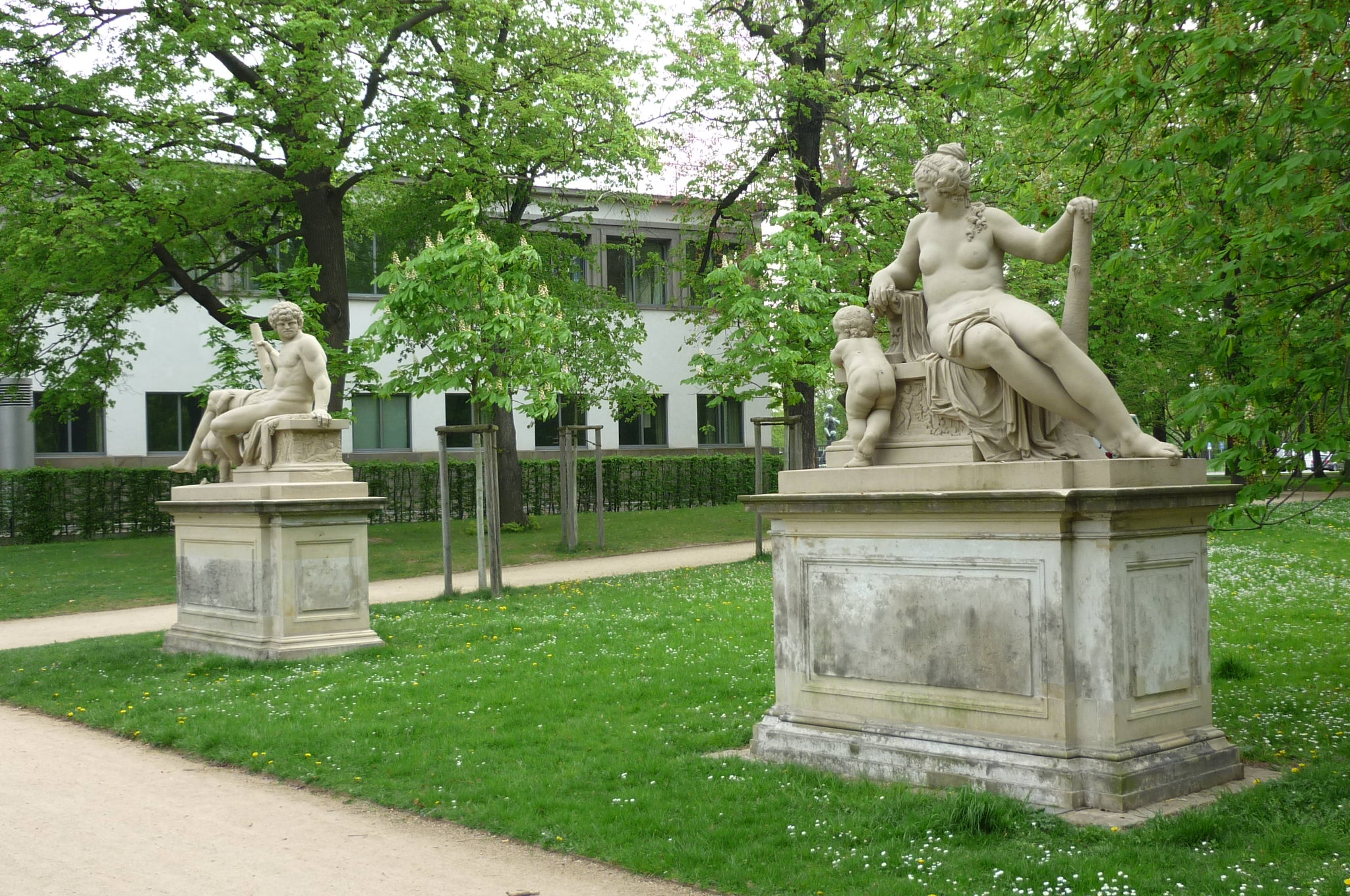
Die Plastiken Herkules und Megara im Blüherpark

Der Blüherpark ist eine öffentliche Grünfläche in Dresden. Die Anlage, deren Ursprünge auf das 17. Jahrhundert zurückgehen, liegt in Innenstadtnähe. Bei der weitgehenden Zerstörung dieses Kulturdenkmals im Zweiten Weltkrieg gingen die ursprünglichen Strukturen zum Großteil verloren. Seit 2006 erfolgt die Wiederherstellung des Blüherparks. Im Mai 2008 wurde als erster Schritt sein zentraler Teil der Öffentlichkeit übergeben. Der Blüherpark steht als Sachgesamtheit unter Denkmalschutz, vgl. Liste der denkmalpflegerischen Sachgesamtheiten in Dresden#Parks und Plätze.

## Lage

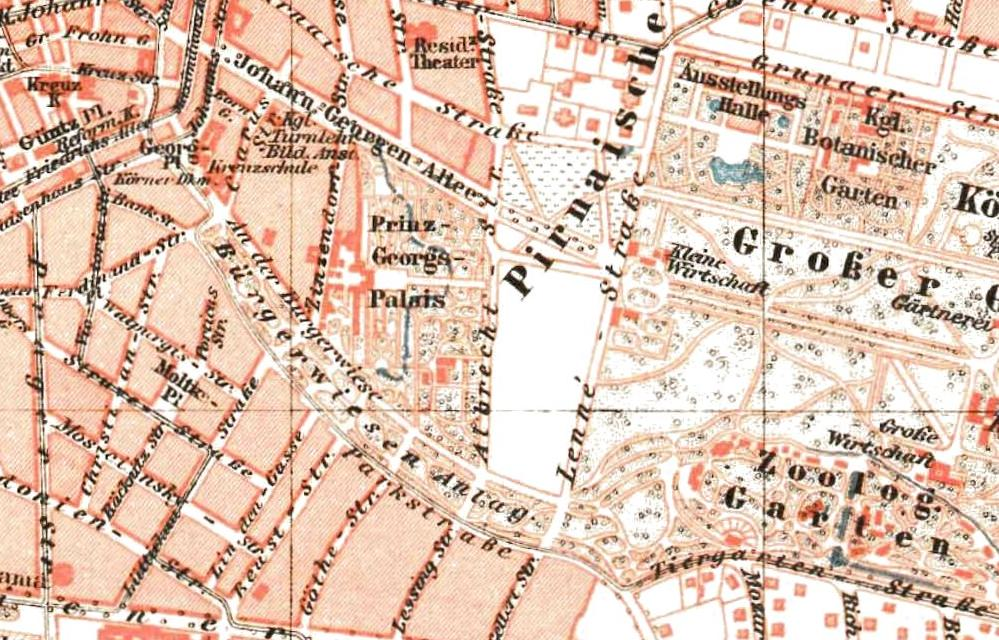
Karte des heutigen Blüherparks aus dem Jahr 1895. Hier befand sich damals das Palais des Prinzen Georg.

Der Blüherpark befindet sich etwa 800 m südöstlich des Altmarkts und liegt damit in unmittelbarer Nähe des historischen Stadtkerns. In seiner Mitte steht das Deutsche Hygiene-Museum. In der näheren Umgebung befinden sich außerdem die Bürgerwiese, die Güntzwiesen mit dem Dynamo-Stadion, das Rathaus, die Gläserne Manufaktur und der ehemalige Kombinatsstammsitz des VEB Robotron. Auf Höhe des östlich der Zinzendorfstraße gelegenen Blüherparks geht die ursprünglich dicht bebaute Innenstadt in die großen zentrumsnahen Grünflächen des Großen Gartens über. Nördlich begrenzt wird der Blüherpark von der Lingnerallee, östlich von der Blüherstraße. Somit liegt er eigentlich in der Pirnaischen Vorstadt und mit dieser in der Gemarkung Altstadt I und dem Stadtbezirk Altstadt.
Im Zuge der Neugliederung des Dresdner Stadtgebiets im Jahr 1991, als Ortsamtsbereiche (seit 2018: Stadtbezirke) und statistische Stadtteile geschaffen wurden, ordnete man den südlichen Teil der Pirnaischen Vorstadt als statistischen Bezirk 036 dem statistischen Stadtteil Seevorstadt-Ost/Großer Garten mit Strehlen-Nordwest zu. Das Parkgelände hat seine ursprünglich klare Abgrenzung zur Umgebung verloren und wird zudem durch das Hygiene-Museum in zwei Teile geteilt, von denen heute nur noch der mit einer Fläche von 4,7 ha etwas größere südliche Teil als der eigentliche Blüherpark bezeichnet wird. Der statistische Bezirk 036, also der Blüherpark und sein weitgehend unbebautes Umland, hatte im Jahr 1992 weniger als zehn Einwohner. Über die Straßenbahnlinien 10 und 13 (Haltestelle Großer Garten) ist der Blüherpark ans öffentliche Verkehrsnetz angebunden.

## Geschichte

### Vom Rechenbergschen zum Zinzendorfschen Garten

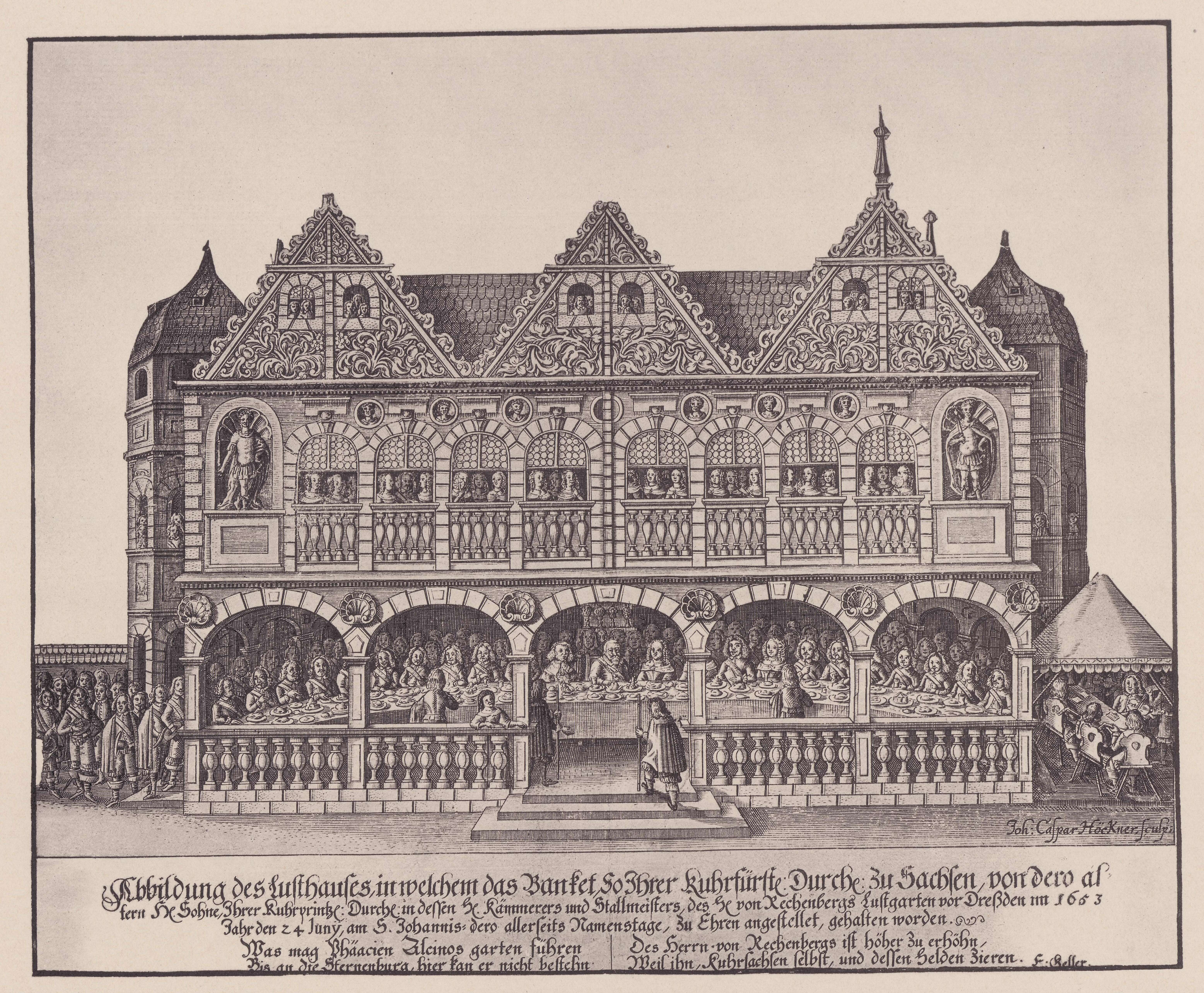
Feier zum Namenstag des Kurprinzen im Lusthaus im Rechenbergischen Garten (24. Juni 1653)

Der kursächsische Oberhofmarschall Johann Georg von Rechenberg erwarb 1639 das Grundstück des heutigen Blüherparks, das damals außerhalb der Dresdner Stadtmauern südöstlich des Johanniskirchhofs vor dem Pirnaischen Tor lag, und ließ darauf 14 Jahre später ein Lustschloss errichten. Am nördlichen Ende befand sich ein Vorwerk. Im Jahr 1682 kaufte Kurfürst Johann Georg III. den sogenannten Rechenbergschen Garten und legte ihn mit dem benachbarten Taubeschen Garten zusammen, um hier von Johann Friedrich Karcher den Kleinen Lustgarten für höfische Festlichkeiten ausgestalten zu lassen. Dies geschah, entsprechend der damaligen Mode, nach französischem Vorbild. Der entstandene Barockgarten wurde ob seiner langgestreckten Form auch als Langer Garten bezeichnet. Unter anderem legte man ein 280 m langes Gondelbecken mit zwei Teichen an seinen Enden an, das vom Kaitzbach gespeist wurde. Dieser floss, vom Großen Garten aus kommend, südlich des Gartens vorbei. Die vom Kurfürsten verehrte Gräfin Margarethe Susanne von Zinzendorf (1660–1722) erhielt im Januar 1688 den Garten als Liebesgabe geschenkt, weshalb er später als Zinzendorfscher Garten bezeichnet wurde. Bis 1694 blieb er im Besitz der Familie von Zinzendorf.

### Bürgerlicher Besitz und Wohnungsnutzung
Leutnant Christoph Winkler kaufte den Garten 1703 und brachte ihn damit erstmals in bürgerlichen Besitz. Damit verbunden war seine Nutzung für gewerbliche Zwecke. So wurden hier Wohnungen eingerichtet und vermietet.

### Palais des Chevalier de Saxe und Prinz-Georg-Garten

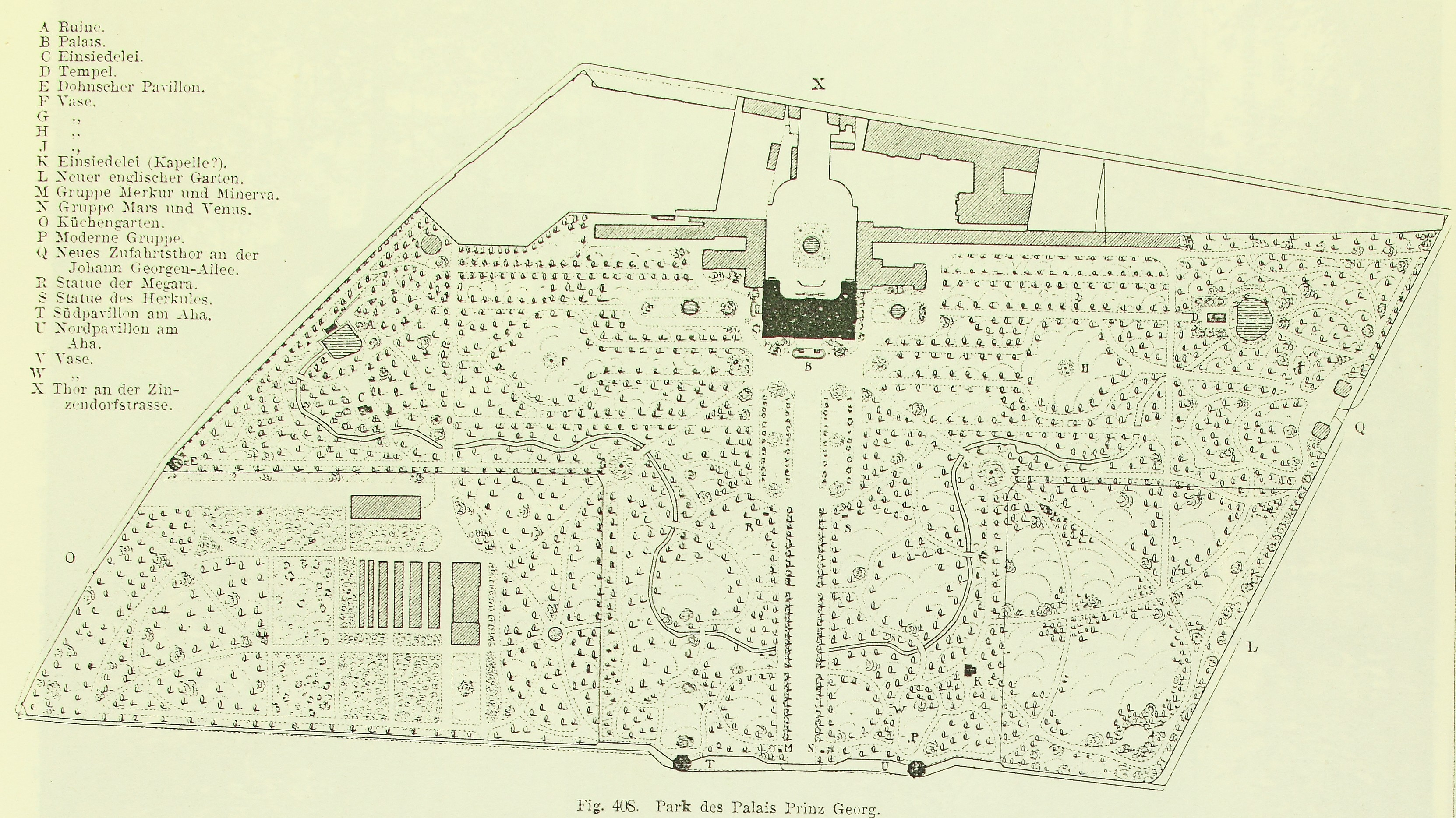
Park des Palais Prinz Georg

Am 27. November 1764 erwarb Prinz Johann Georg, ein illegitimer Sohn Augusts des Starken mit dem Titel Chevalier de Saxe, für 14.000 Taler den noch immer außerhalb der Stadt gelegenen Garten, um im Zentrum des Geländes eine Maison de plaisance errichten zu lassen. Dazu beauftragte er Friedrich August Krubsacius, der für ihn den 1770 komplett vollendeten Neubau eines Palais vorantrieb. Dieses sogenannte Palais des Chevalier de Saxe oder auch Palais des Prinzen Johann Georg wurde in einem schlichten und zurückhaltenden spätbarock-frühklassizistischen Stil ausgeführt. Der Gebäudeschmuck stammte vom Bildhauer Johann Gottfried Knöffler (1715–1779). Die Innenräume waren für die damalige Zeit nicht übermäßig groß. Man hatte trotz aller fürstlichen Eleganz ein Augenmerk auf bequeme Wohnlichkeit und erschuf somit insgesamt ein Klima der vornehmen Einfachheit. Direkt seitlich an das Palais schlossen sich lange Nebengebäude an, in denen Wirtschafts- und Funktionsräume untergebracht waren.
Unter Einbeziehung einiger ohnehin auf dem Grundstück liegender Felder wurde die Gartenanlage erweitert und völlig umgestaltet. Dazu wurde eine auf das Palais ausgerichtete Hauptachse angelegt und der Garten nach französischen Architekturprinzipien streng achsensymmetrisch ausgeführt, so dass vom Salon aus alle wesentlichen Gartenteile dieses sogenannten Prinz-Georg-Gartens überschaubar waren. Nach seinem Abschied vom Militär siedelte Johann Georg am 30. Januar 1770 ganz auf sein Landhaus über. Entsprechend dem zeitgemäßen Wunsch nach Intimität wohnte er hier sehr zurückgezogen, hielt sich aber weiter einen großen Hofstaat. Nach seinem Tod am 25. Februar 1774 entwickelte sich ein Erbschaftsstreit zwischen seiner testamentarisch als Alleinerbin eingesetzten Halbschwester Friederike Alexandrine Gräfin von Moszyńska und dem Malteserorden, dessen Mitglied der Chevalier de Saxe seit 1728 war und an den gemäß der Ordensprivilegien sämtlicher Besitz hätte fallen müssen. Den folgenden Gerichtsprozess gewann der Orden und erhielt somit das Grundstück samt Palais und Garten.

### Garten der Sekundogenitur

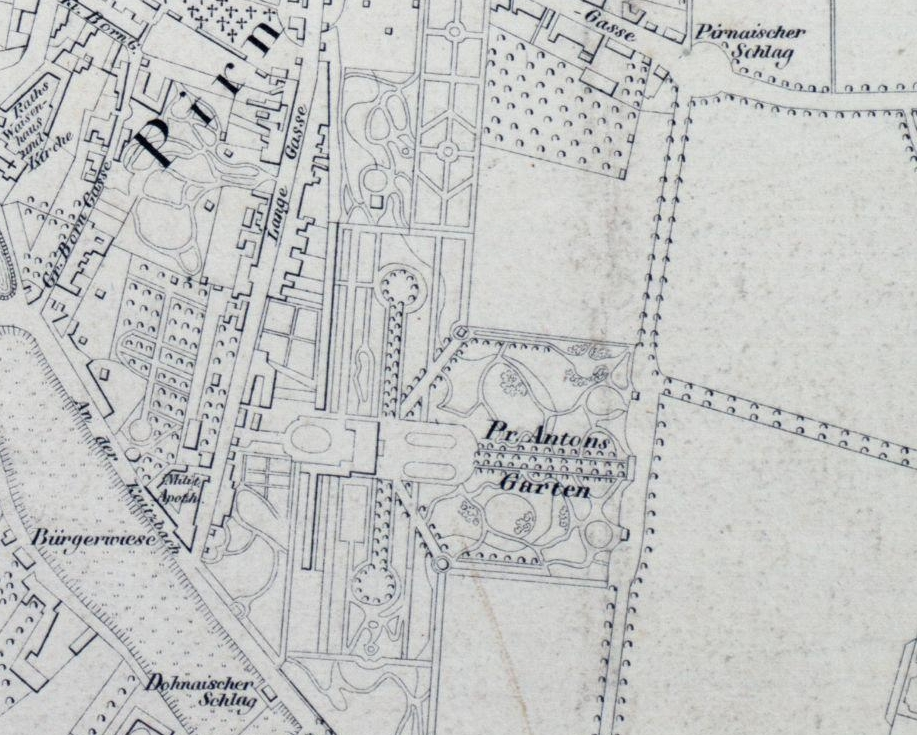
Lage im Stadtplan von Heinrich Lesch, 1828

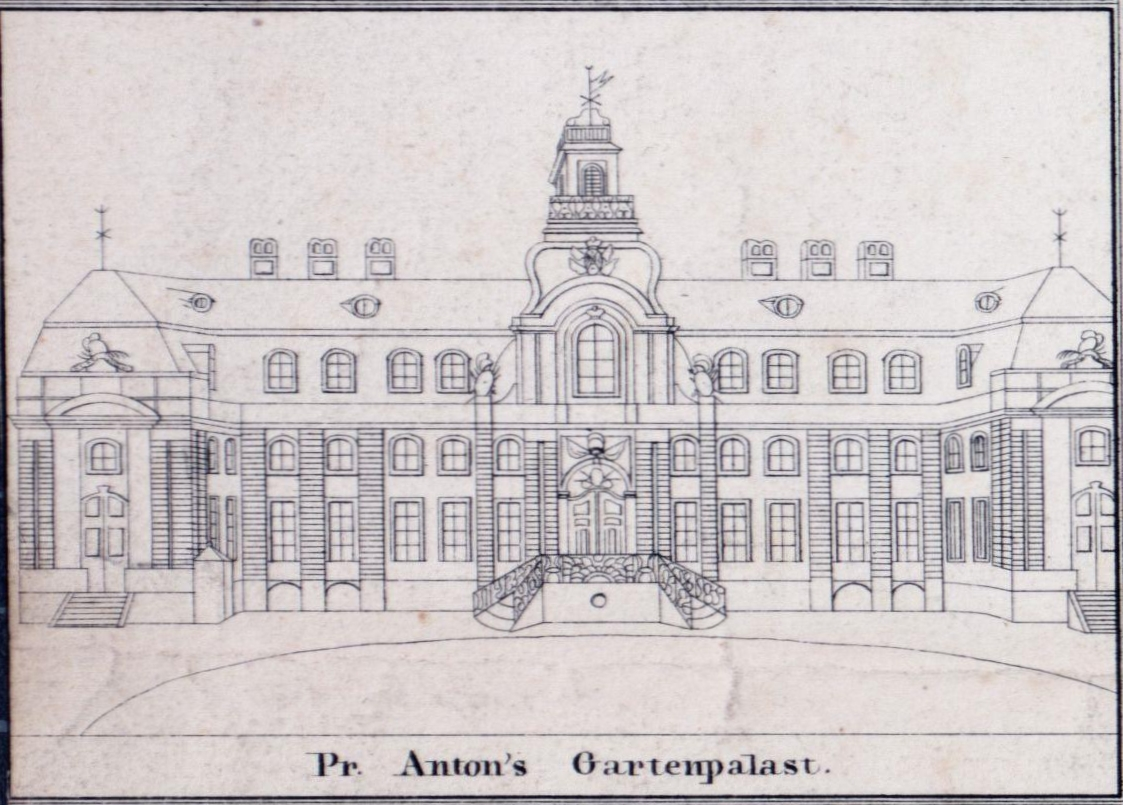
„Prinz Anton´s Gartenpalast“ ~ 1825

Ab 1781 gehörte das Grundstück nach einer Stiftung von Maria Antonia Walpurgis, der Witwe Kurfürst Friedrich Christians, jeweils dem zweitgeborenen sächsischen Prinzen und trug dessen Namen, weshalb es auch als Palais der Sekundogenitur bezeichnet wurde. Diese Anlage ist nicht zu verwechseln mit der Sekundogenitur an der Brühlschen Terrasse, die dem zweitgeborenen Prinzen lediglich als Bibliothek und zur Aufbewahrung seiner Grafiksammlung diente. Zuerst wurde das Palais im Garten der Sekundogenitur der Hauptwohnsitz des Prinzen Anton, der 1827 sächsischer König wurde. Als ersten Garten Dresdens ließ ihn Anton 1782 bis 1783 entsprechend dem damaligen Zeitgeschmack zu einem englischen Landschaftsgarten umgestalten.
Nach den Plänen von Johann August Giesel, einem Schüler des Oberlandbaumeisters Krubsacius, wurde der damals noch teils erhaltene Rechenbergsche Gondelkanal zugeschüttet und stattdessen der Kaitzbach mäandrierend durch den Park geleitet. Außerdem errichtete man eine künstlich antikisierende Ruine, eine Voliere, eine Grotte sowie verschiedene Pavillons und eine Eremitage. Den Figurenschmuck steuerte Thaddäus Ignatius Wiskotschill bei. Als englischer Garten erlangte der Garten der Sekundogenitur seinerzeit einige Berühmtheit. In dem Palais wurden im Laufe der Zeit mehrere bedeutende Wettiner geboren, so auch König Johann am 12. Dezember 1801 und dessen Enkel Friedrich August III., der letzte König von Sachsen, am 25. Mai 1865. Mitte des 19. Jahrhunderts wurde an das Palais eine kleine Hauskapelle angebaut. Im Jahr 1888 kaufte die Stadt Dresden den nördlichen Teil des Gartens, um hier die heutige Lingnerallee, damals Johann-Georgen-Allee, anzulegen. Bis 1918 blieb das Palais der offizielle Hauptwohnsitz des jeweiligen zweitgeborenen Wettinerprinzen. Zwischen 1902 und 1926 war Johann Georg Prinz von Sachsen der letzte wettinische Eigentümer. Nach dem Ersten Weltkrieg ließ er die Anlage unter der Oberaufsicht von Friedrich Bouché nochmals umgestalten. Im vorderen Teil des Gartens befand sich das Vergnügungslokal Zinzendorfs.

### Deutsches Hygiene-Museum und Blüherpark
Die Stadt Dresden erwarb 1926 auch den damals noch etwa 9 Hektar großen Rest des Grundstücks von den Wettinern. Es folgten tiefe Eingriffe in dessen bis dahin noch weitgehend aus dem 18. Jahrhundert erhaltene Struktur. Bereits ein Jahr später stellte die Stadt einen Großteil der Anlage, etwa 3 Hektar, als Baugrund für das neue Hygiene-Museum zur Verfügung. Dieser Entscheidung gingen lange Diskussionen der Dresdner Stadtplaner über dessen Standort voran. Ausschlaggebend für die Einigung auf dieses sensible Gelände als Bauplatz waren die Nähe zum Großen Garten sowie zum Ausstellungsgelände und dem bereits seit 1896 vorhandenen Stadion, das 1923 als Ilgen-Kampfbahn erneuert worden war. Als wesentliche stadtplanerische Leitlinie wurde die Hauptallee des Großen Gartens in Richtung Stadtzentrum verlängert und das Hygiene-Museum an deren Ende platziert. Damit wollte man der pädagogischen Bedeutung des Gebäudes und seiner erhofften internationalen Ausstrahlung gerecht werden. Es wurde schließlich zwischen 1927 und 1930 unter Leitung von Wilhelm Kreis (1873–1955) ohne Rücksicht auf Standort und Kubatur des alten Palais erbaut, das an sich zwar unangetastet blieb, fortan aber wie ein Hinterhaus dieser neuen städtebaulichen Dominante wirkte und völlig entwertet wurde.
Diese Veränderungen wirkten sich drastisch auf den Garten aus, dessen Gesamtheit nun nicht mehr zu erfassen war. Im Zuge der Fertigstellung des Deutschen Hygiene-Museums im Jahr 1930 und aus Anlass der II. Internationalen Hygiene-Ausstellung gestaltete man ihn zum öffentlichen Volkspark um. Im Vordergrund dieser neuen Konzeption, über deren Zusammenhang mit dem Hygiene-Museum recht wenig bekannt ist, stand wohl die Volkserholung. Man vereinfachte das Wegesystem, schüttete den künstlichen Wasserlauf zu und richtete Spielplätze ein. Ein Pavillon wurde als Kindergarten weitergenutzt. Im Jahr 1931 erhielt das Gelände schließlich den heutigen Namen Blüherpark, der an Bernhard Blüher erinnert, den Dresdner Oberbürgermeister von 1915 bis 1931. Damit erhielt fünf Jahre nach dem Beutlerpark ein zweiter Volkspark den Namen eines vormaligen Stadtoberhaupts. Schon wenige Jahre später, nach der Machtergreifung der Nationalsozialisten, wurde die Umgestaltung des Südens der Pirnaischen Vorstadt zum neuen sächsischen Gauforum geplant. Davon wäre auch der Blüherpark betroffen gewesen. Dem alten Palais, das nicht im rechten Winkel zur Hauptachse stand und den neuen Machthabern an diesem Standort missfiel, drohte der Abriss. Zur Umsetzung der Pläne kam es wegen des Zweiten Weltkriegs allerdings nicht. Kurz vor dessen Ende wurde das Gelände durch die Luftangriffe auf Dresden zerstört. Das Palais brannte dabei völlig aus.

### Nachkriegszeit bis um 2000

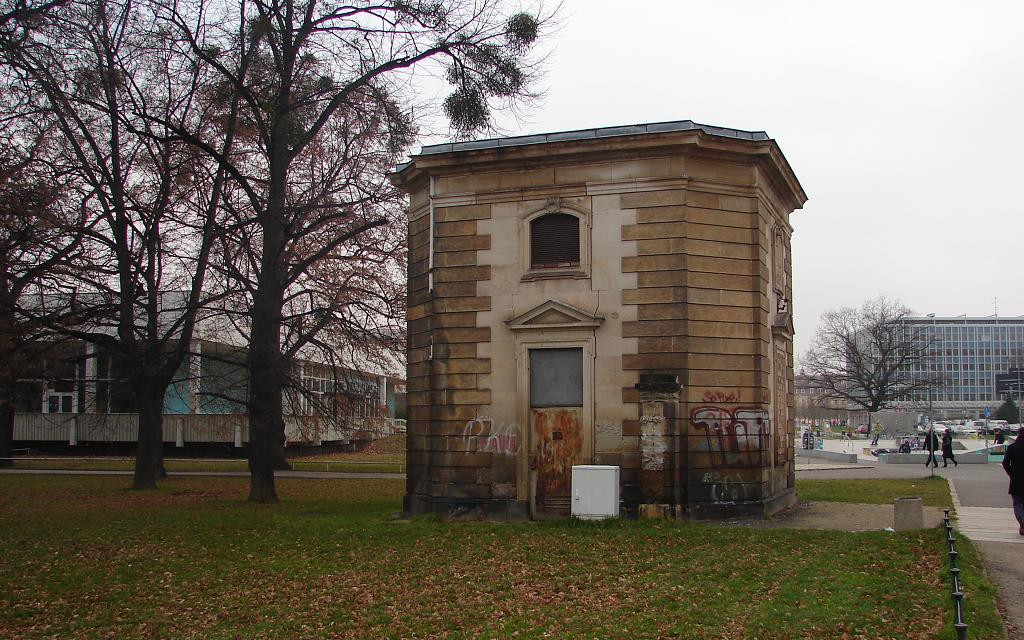
Das einzige bis heute erhaltene Gebäude aus der Zeit der Neugestaltung des ausgehenden 18. Jahrhunderts ist dieses Torhaus an der Lingnerallee.

Nach dem Zweiten Weltkrieg wurden Teile des Blüherparks erneut umgewidmet – seine Wiederherstellung begann 1950. Die Frage des Wiederaufbaus des Palais, das zumindest in seinen Mauern noch erhalten geblieben war, war selbst in Denkmalschützerkreisen sehr umstritten. Befürworter des Abrisses argumentierten, dass durch mehrere Umbauten im Laufe der Zeit so gut wie alle ursprünglichen Bauteile beseitigt worden seien. So kam es im Jahr 1951 zum Abbruch des Palais und einiger benachbarter Kleinbauten. Sichergestellt wurden nur Keramikplatten mit Blaumalerei. Die Wandmalereien der kleinen Hauskapelle waren schon zu verwittert und wurden nicht geborgen.
Zwei Jahre nach der Beseitigung des Palais entstand im Blüherpark ein Heilkräutergarten, der vom Hygiene-Museum betrieben wurde. Hier wuchsen Arznei-, Gift- und Gewürzpflanzen. Noch immer sind die Barockvasen erhalten, die den Garten seit Jahrhunderten schmückten. Die zunächst ebenfalls noch existierende künstliche Ruine von 1783 wurde später abgerissen. In den 1960er Jahren entstand ein Kinderspielplatz. Im Laufe der Jahrzehnte verlor das Gelände des Blüherparks seine frühere Funktion als Volkspark und Teil des 200 ha großen und grünflächenreichen innerstädtischen Naherholungsgebiets. Er wirkte weitgehend wie eine Außenanlage des Hygiene-Museums, obwohl seine Geschichte wesentlich weiter zurückreicht als die des dominanten Nachbargebäudes. Anwohner nutzten ihn als Durchgang zum Wochenmarkt auf der Cockerwiese an der Lingnerallee.
Insgesamt war der Blüherpark bei den Dresdnern im Vergleich zum Großen Garten und anderen öffentlichen Grünflächen recht unbekannt. Dies lag auch daran, dass ihn seine Besucher nicht mehr als Ganzes erleben können, da das Hygiene-Museum mitten in ihn hineingebaut worden war. Der Südteil mit seinem dichten Wegenetz und Baumbestand sowie den vielen Wiesen und Sitzgelegenheiten stand zudem immer mehr im Gegensatz zum Nordteil, der größtenteils aus einer Freifläche besteht. Der museumseigene Heilkräutergarten sowie der Spielplatz waren unzureichend mit ihrer Umgebung verbunden und entstellten die historischen Zusammenhänge. Als weitere Einschnitte für das Parkgelände gelten 1968 der Bau der 19. Polytechnischen Oberschule (heute: Schule für Erziehungshilfe „Erich Kästner“) südlich des Hygiene-Museums an der Zinzendorfstraße und einer unter anderem durch die SG Dynamo Dresden genutzten Traglufthalle zehn Jahre danach. Seit den frühen 1990er Jahren findet im Blüherpark auch der vom Post SV Dresden ausgerichtete Nikolauslauf statt.

### Umgestaltung des zentralen Teils des Parks 2006 bis 2008
Seit Anfang 2006 – nach Abschluss der Arbeiten am Hygiene-Museum – wird der Blüherpark schrittweise wiederhergestellt. Zunächst wurde in zweijähriger Bauzeit der zentrale, etwa 3 ha große Teil des Parks neu gestaltet. Das Ziel dieser Maßnahmen war, direkt südlich des Museums einen attraktiven und belebten Park zu schaffen, in dem Teile der historischen Parkanlage mit ihren Elementen aus vier Zeitschichten sichtbar werden. Außerdem sollte der Blüherpark seiner Verbindungsfunktion zwischen dem Großen Garten und der Altstadt besser gerecht werden, mehr Möglichkeiten zur Erholung bieten und den Zugang zum Hygiene-Museum erleichtern. Der alte Heilkräutergarten zwischen Museum und dem Gebäude der Erich-Kästner-Schule musste diesem Vorhaben weichen. Hilfreich für das Projekt war ein Bürgeraufruf der Sächsischen Zeitung im Februar 2007, der zur Einsendung von Erinnerungen und Fotos aus dem Blüherpark vor 1945 aufforderte. Im April 2007 wurde außerdem die Traglufthalle abgerissen, auf deren Gelände ein Kinderspielplatz entstand. Zugleich wurden auch die Reste des Palais freigelegt, wobei die zuständigen Baufirmen insgesamt ca. 4000 m³ Schuttmassen bewegen mussten.

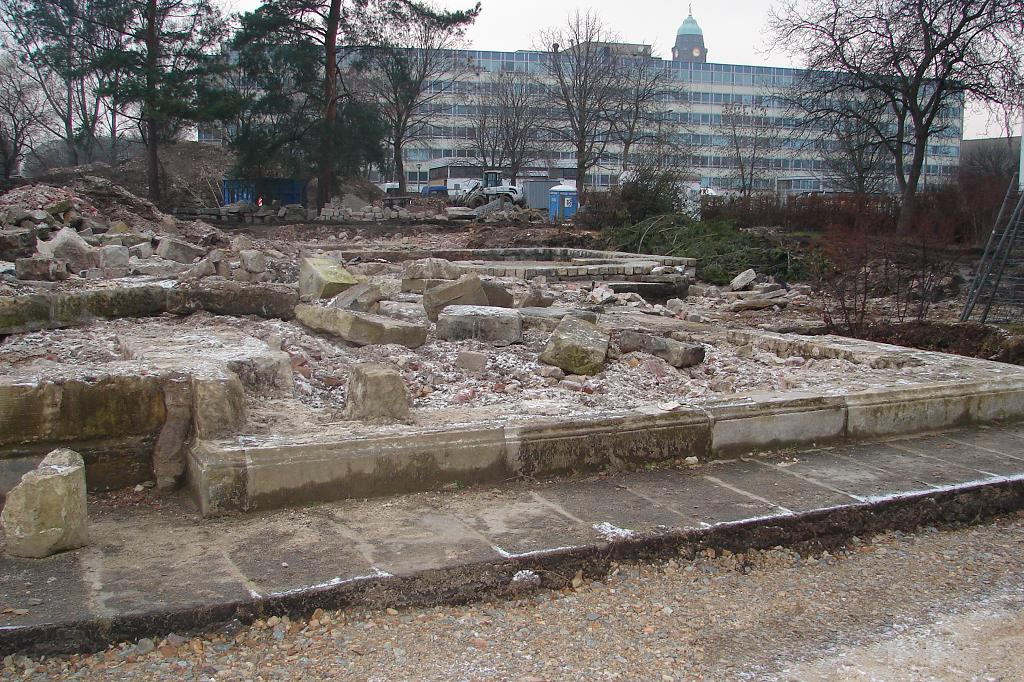
Die Grundmauern des alten Palaisgebäudes wurden in den entstehenden Garten mit einbezogen.

Anschließend kam es zur Wiederherstellung der seit der Zeit des französischen Gartens bestehenden Hauptachse des Parks in ihrem Zustand aus den 1930er Jahren. Ein Rosenparterre aus der Zeit der 1930er Jahre ist ebenfalls neu entstanden. Außerdem wurde der runde Hofbrunnen erneuert, der mehrere Jahrzehnte lang als Pflanzschale gedient hatte. Die Plastik Hygieia des Bildhauers Karl Albiker wurde indes in den Innenhof des Hygiene-Museums versetzt. Ein Wiederaufbau des Palais war dagegen nicht geplant, wohl aber dessen räumliche Erlebbarmachung. Dazu wurden die noch ca. 0,5 m hohen Grundmauern freigelegt, an denen sich auch Reste alter Treppenanlagen, Dachrinnen und eiserner Fenstergitter finden. Anschließend wurde der ehemalige Standort des Palais mit Erdaufschüttungen leicht erhöht und teils bepflanzt; das darunter befindliche, nun verschüttete Fundament konnte so für die Nachwelt erhalten werden. Finanziert wurden die Maßnahmen neben den 200.000 Euro, die die Stadt Dresden beitrug, durch weitere 70.000 Euro des EU-Projekts GreenKeys – Stadtgrün als Schlüssel für nachhaltige Städte, an dem sich die sächsische Landeshauptstadt neben elf weiteren EU-Städten beteiligt hat. Zwei Tafeln erläutern die Geschichte des Blüherparks und das EU-Förderprojekt, das mit der Übergabe an die Öffentlichkeit am 4. Mai 2008 formell beendet wurde.

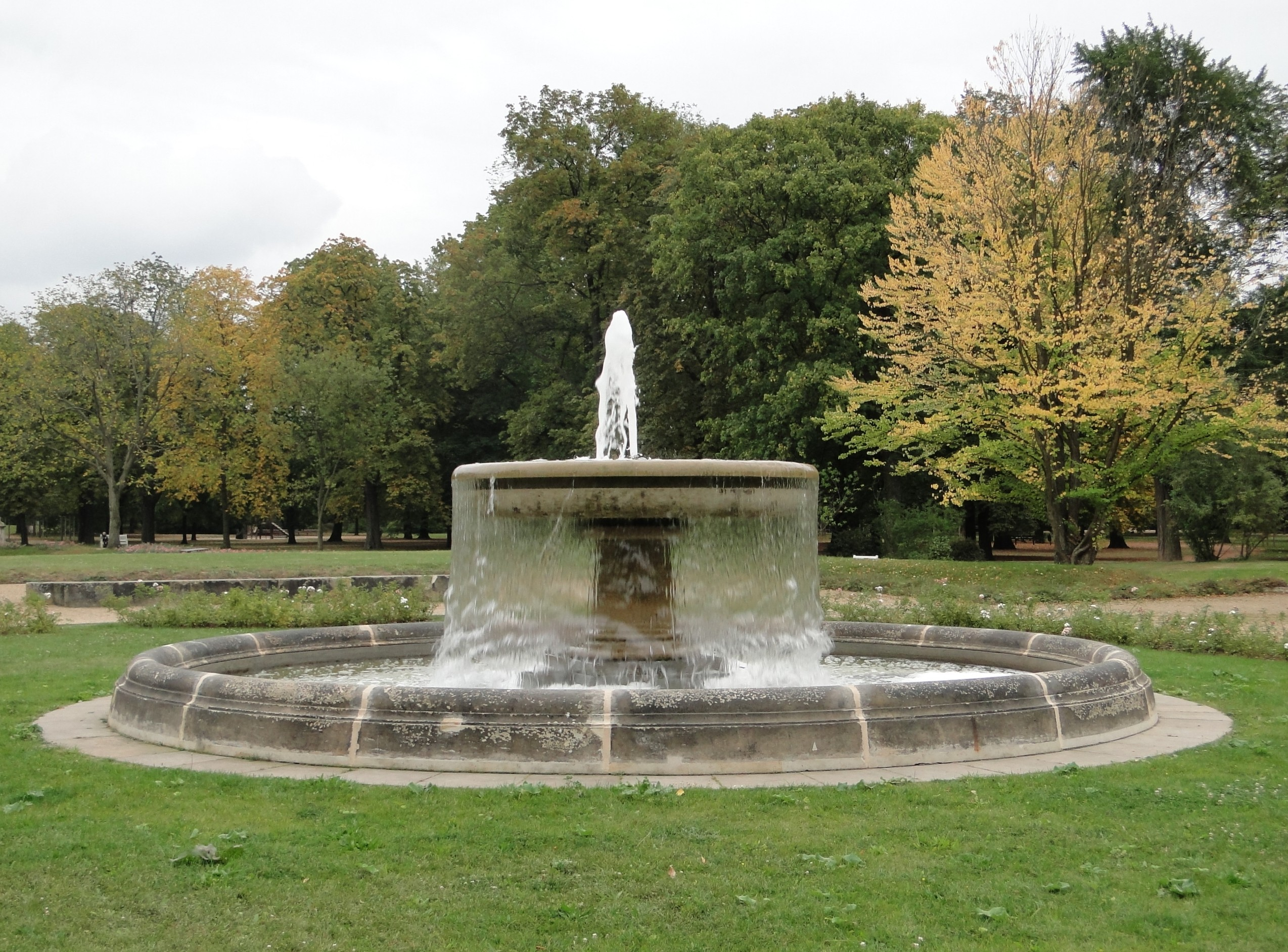
Der Hofbrunnen wurde 2008 nach historischen Fotos wieder errichtet.

Im Sommer 2008 wurden neue Sitzmöglichkeiten geschaffen und weitere Bäume gepflanzt. Auf die zum Teil noch vorhandenen Podeste wurden zudem wieder die barocken Sandsteinvasen aus dem Großen Garten gesetzt. Die Plastiken Herkules und Megara, Merkur und Minerva sowie der seit 1976 eingelagerten Mars und Venus konnten durch Finanzmittel aus dem Nachlass einer ehemaligen Dresdnerin restauriert und wieder aufgestellt werden.

### Nach 2008
Die viele Jahre geplante Umgestaltung des Parkteils nördlich des Hygiene-Museums und die damit einhergehende Westverlängerung der Herkulesallee durch Neupflanzungen begann im Januar 2020. Dabei soll das einzige erhaltene Gebäude aus den Zeiten vor dem Bau des Hygiene-Museums, ein achteckiges Torhaus an der Lingnerallee, saniert werden. Der ursprünglich geplante Wiederaufbau des wenige Meter entfernten, längst abgerissenen Pendants ist nicht mehr geplant. Der Blüherpark soll schließlich mit dem auf der anderen Seite des Museums gelegenen Skaterpark Lingnerallee korrespondieren, der im Oktober 2006 eingeweiht wurde. Der vorgeschlagenen Rekonstruktion des Palais erteilte der Dresdner Stadtrat im November 2017 eine Absage.
Im Mittelpunkt der Sanierungsarbeiten zwischen Hygienemuseum, Blüherstraße und Lingnerallee steht der Bau eines neuen Wegesystems. Geplant sind kurze, direkte Verbindungen, beispielsweise zwischen Lingnerallee und Hygienemuseum, aber auch ausgedehntere Spazierwege. Die vorhandenen Bänke werden aufgearbeitet und an den neuen Wegen aufgestellt. Das Rondell nahe der Blüherstraße erhält eine Rundbank. Es werden 2300 Quadratmeter neu bepflanzt, unter anderem mit 23 Bäumen. Die Sanierung greift die Gestaltung des Blüherparks Anfang des 20. Jahrhunderts nach der Umgestaltung durch Johann Carl Friedrich Bouché auf. Die Baukosten sind mit 720.000 Euro geplant und werden durch die Europäische Union gefördert.